# Yutniotic
Yutniotic är en ort i Mexiko.   Den ligger i kommunen Chamula och delstaten Chiapas, i den sydöstra delen av landet, 700 km öster om huvudstaden Mexico City. Yutniotic ligger 2 208 meter över havet och antalet invånare är 597.
Terrängen runt Yutniotic är lite bergig. Runt Yutniotic är det tätbefolkat, med 530 invånare per kvadratkilometer. Närmaste större samhälle är San Cristóbal de las Casas, 10,1 km söder om Yutniotic. Omgivningarna runt Yutniotic är en mosaik av jordbruksmark och naturlig växtlighet.